# Umbrici
Umbrici o Umbrici Melior (Umbricius Melior) va ser un arúspex romà, que formava part del seguici personal de l'emperador Galba. Va viure al segle i.
Originari de la colònia de Florentia, les fonts el mencionen com a harúspex Caesarum, és a dir, de Vespasià i dels seus fills.
Tàcit diu que el 15 de gener de l'any 69, quan galba estava oferint un sacrifici davant del temple d'Apol·lo, Umbrici li va anunciar que les entranyes de la víctima eren de mal presagi, que l'amenaçaven intrigues i que tenia un enemic a casa seva. Aquest no podia ser altre que Otó, present a la cerimònia, i que va interpretar favorablement l'anunci.
Per la seva banda, Suetoni explica que l'emperador, abans de ser assassinat, va ser advertit per Umbrici diverses vegades, i que es guardés dels assassins, que eren a prop.
Però és Plutarc el que en dona més detalls. Diu que quan Galba estava sacrificant al seu palau en presència dels seus, l'harúspex Umbrici, en el moment de prendre entre les mans les entranyes de la víctima, va dir que veia al fetge els senyals de la revolució i del perill imminent que amenaçaven a l'emperador. Afegeix que Otó, present a la cerimònia, estava molt atent a allò que deia Umbrici, i que va interpretar els signes al seu favor. Va marxar per reunir-se al Fòrum amb els conjurats, i aprofitant que l'emperador i Umbrici seguien ocupats inspeccionant els signes que mostraven les entranyes, Otó va portar a terme la seva conspiració i va prendre el poder.
Umbrici va ser l'autor d'un comentari sobre Disciplina Etrusca, (el sistema d'endevinació dels etruscs) que després va utilitzar Plini. Diu d'ell que era un harúspex peritissimus. En el passatge on el cita, diu que Umbrici afirmava que els voltors ponen tretze ous, i que en prenen un per purificar els altres ous i el niu, i després el llencen; i que fan cap, tres dies abans, als llocs on hi haurà cadàvers.